# Circus (gen)
Circus este un gen de păsări de pradă aparținând familiei Accipitridae. În mod caracteristic, ereții vânează zburând la joasă înălțime deasupra solului deschis, hrănindu-se cu mamifere mici, reptile sau păsări.

## Taxonomie
Genul Circus a fost introdus de naturalistul francez Bernard Germain de Lacépède în 1799. Specia tip a fost ulterior desemnată ca eretele de stuf. Majoritatea ereților sunt plasați în acest gen. Cuvântul Circus provine din greaca veche κρέξ (kréx), care se referă la o pasăre cu picioare lungi, și este posibil să provină dintr-o onomatopee.
Genul Circus a fost plasat în trecut în subfamilia Circinae, dar studiile filogenetice moleculare au arătat că o astfel de grupare este polifiletică pentru Accipitrinae.

## Specii
Genul conține 16 specii:
- Circus pygargus – erete sur
- Circus cyaneus – erete vânăt
- Circus hudsonius
- Circus aeruginosus – erete de stuf
- Circus spilonotus
- Circus ranivorus
- Circus approximans
- Circus spilothorax
- Circus macrosceles
- Circus maillardi
- Circus buffoni
- Circus assimilis
- Circus maurus
- Circus cinereus
- Circus macrourus – erete alb
- Circus melanoleucos